# Трописетрон
Трописетро́н (Tropisetron). { (1a Н, 5a Н)-8-метил-8-азабицикло-[3,2,1]-окт-3a-иловый эфир} 1Н-индол-3-карбоновой кислоты.
Выпускается в виде гидрохлорида.
Синонимы: Навобан, Navoban, Тропиндол.

## Общая информация
Противорвотное средство, эффективное при рвоте, обусловленной химиотерапией противоопухолевыми препаратами. Механизм действия связан с избирательным блокированием периферических и центральных серотониновых рецепторов (С-, или 5-НТ3-рецепторов; см. Серотонин).
Препарат быстро всасывается из желудочно-кишечного тракта. После приёма внутрь максимальная концентрация препарата в плазме крови достигается в течение 3 ч. Выводится из организма медленно; продолжительность действия составляет около 24 ч, что позволяет применять препарат один раз в сутки. Наблюдаются различия в скорости метаболизма препарата у разных больных. У лиц с высоким уровнем метаболизма около 8% трописетрона выделяется с мочой в неизменённой форме и около 70% в виде метаболитов (фармакологически малоактивных). У больных с низким уровнем метаболизма более высокий процент препарата выделяется с мочой в неизменённом виде.
Применяют трописетрон в целях профилактики тошноты и рвоты при химиотерапии опухолей.
Назначают взрослым в виде шестидневных курсов в суточной дозе 0,005 г (5 мг). В 1-й день вводят внутривенно незадолго перед началом курса химиотерапии. Со 2-го по 6-й день принимают препарат внутрь.
Для внутривенных вливаний разбавляют содержимое одной ампулы (5 мл, содержащие 5 мг трописетрона, равны 5,64 мг трописетрона гидрохлорида) в 100 мл изотонического раствора натрия хлорида или 5% раствора глюкозы; вводят медленно. Внутрь назначают в виде капсул, содержащих по 5 мг трописетрона.
Капсулы принимают натощак (за 1 ч до завтрака), запивая водой.
Препарат обычно хорошо переносится. Возможные побочные явления: головная боль, головокружение, чувство усталости, запоры или поносы; у больных с артериальной гипертензией может повышаться артериальное давление; в редких случаях возможны зрительные галлюцинации.
Не рекомендуется назначать препарат детям (отсутствие достаточного числа наблюдений).
Следует учитывать, что рифампицин, фенобарбитал и другие препараты, индуцирующие активность ферментов печени, снижают концентрацию трописетрона в плазме крови.

## Противопоказания
Противопоказания: беременность, кормление грудью.

## Форма выпуска
Формы выпуска: 0,1% раствор в ампулах по 5 мл (5 мг препарата в ампуле) в упаковке по 5 ампул; капсулы, содержащие по 5 мг трописетрона.

## Хранение
Хранение: список Б.